# 希南戈縣
希南戈縣（英語：Chenango County）是美国纽约州中部的一個縣，面積2,328平方公里，2020年的人口為47,220人；縣治諾里奇。該縣成立於1798年3月15日。縣名源自奧農達加語，意思是歐洲薊。